# Trichocera abieticola
Trichocera abieticola är en tvåvingeart som beskrevs av Alexander 1935. Trichocera abieticola ingår i släktet Trichocera och familjen vintermyggor. Inga underarter finns listade i Catalogue of Life.